# Krypta der ehemaligen Kirche St. Liudger

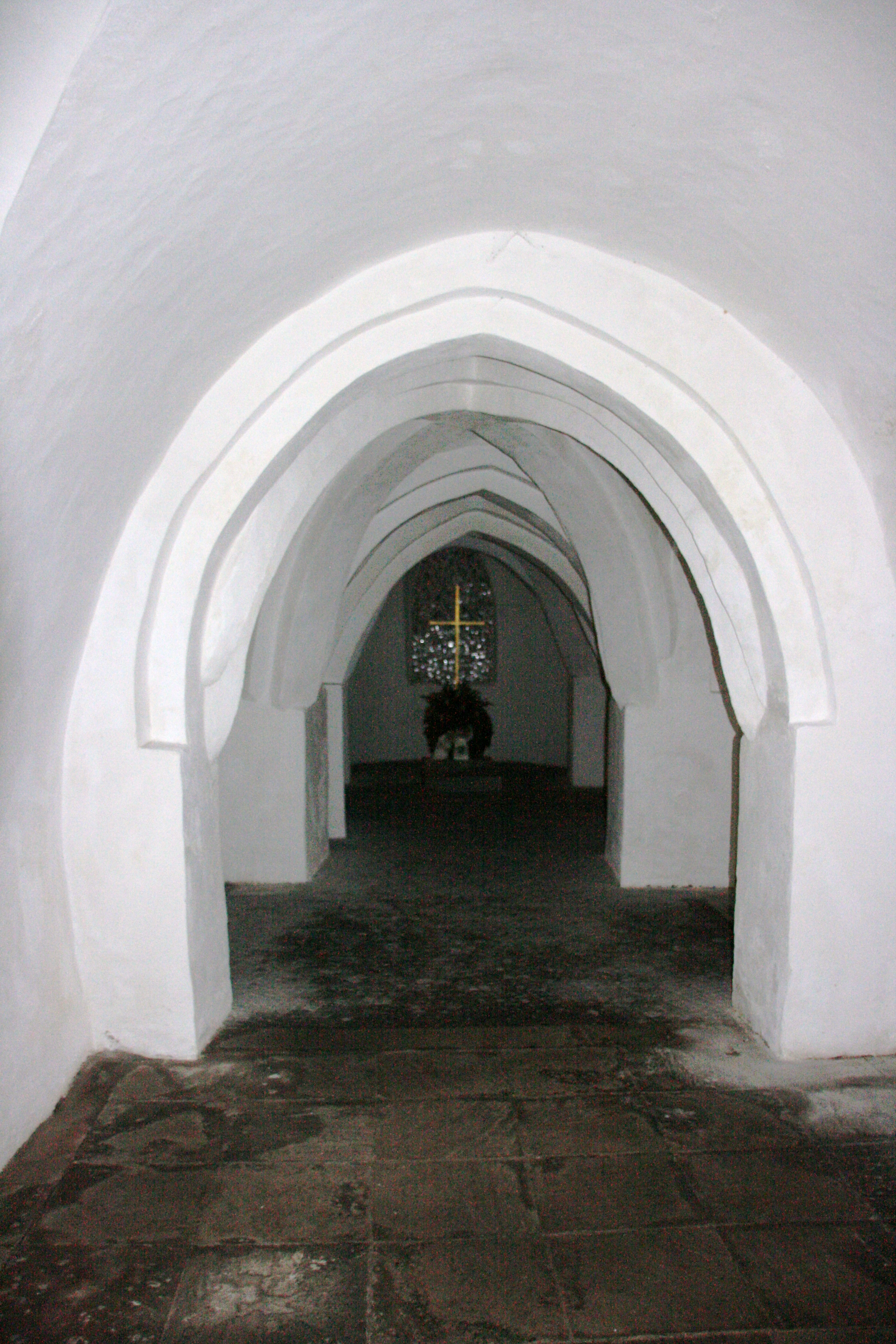
Die Krypta der ehemaligen Kirche St. Liudger

Die Krypta der ehemaligen Kirche St. Liudger auf dem reformierten Friedhof in der ostfriesischen Kreisstadt Leer in Niedersachsen ist der letzte Rest des im 18. Jahrhundert wegen Baufälligkeit abgerissenen mittelalterlichen Kirchenbaus, der an der Stelle der ersten durch den heiligen Liudger in Ostfriesland gestifteten Kirche stand. Sie dient seit 1955 als Gedenkstätte für die Opfer beider Weltkriege.

## Geschichte
Im Jahr 791 missionierte der Friesenapostel Liudger die Leeraner nach der Integration in das Fränkische Reich und gründete die erste Kapelle im ostfriesischen Raum am Westrand der damaligen Siedlung. Sie stellte einen der kirchlichen Mittelpunkte der in Friesland dominierenden Grundherrschaft des Klosters Werden dar.  Im Ergebnis archäologischer Untersuchungen warfen die Bewohner des Ortes im 7. und 8. Jahrhundert auf dem heutigen Friedhof eine 150 m lange, 70 m breite und 1,30 m hohe Warft aus Plaggen auf. Darauf errichteten sie wohl im 10. Jahrhundert eine Kirche aus Holz. Darauf deuten zwei Brandhorizonte hin, welche die Archäologen nördlich der Krypta entdeckten und auf das 10. sowie das 12. Jahrhundert datierten. Die von Liudger gegründete Kirche konnte dagegen bis dato nicht entdeckt werden.
Um das Jahr 1189 begann der Bau der romanischen St.-Liudger-Kirche, die den älteren Vorgängerbau aus Holz ersetzte. Sie war ein flach gedeckter Saalraum mit zwei Apsiden. Im Zuge dieses Baus entstand auch die Krypta, die vermutlich zunächst mehr oder weniger oberirdisch erbaut wurde, ehe dann das Areal erhöht wurde. Als Propsteikirche hatte die Leeraner Kirche während des Mittelalters eine führende Rolle im Moormerland.
Ab der Mitte des 17. Jahrhunderts wurde diese Kirche zunehmend baufällig. Immer häufiger waren Instandhaltungsarbeiten nötig. Zudem hatte sich der Flecken Leer in Richtung Hafen und Leda verlagert, so dass die Kirche an die Peripherie der Gemeinde geriet. Während eines Orkans im Jahre 1777 verließen Pastor und Gottesdienstbesucher fluchtartig das Gebäude, weil sie einen Einsturz befürchteten. Zwar wurde die Kirche weiterhin benutzt, jedoch blieben immer mehr Gemeindeglieder dieser Kirche fern.
Nach Auseinandersetzungen über einen geeigneten Neubau an zentraler Stelle weiter östlich in Richtung Hafen wurden ab 1783 Sammlungen durchgeführt und Entwurfsskizzen angefertigt. Gegen den Rat des Presbyteriums beschloss eine Gemeindeversammlung im Jahre 1783, diese Sammlungen in den reformierten Gemeinden Ostfrieslands und den Groninger Gemeinden zu intensivieren. Die Pastoren wurden initiativ und erwarben ein Grundstück eines Lederfabrikanten für 450 Pistolen Gold. Auf Druck der Kirchenbehörde stimmte der Kirchenrat am 1. Juni 1785 dem Bau zu. Der Zimmermannmeister Isaak Wortmann aus Leer erhielt den Bauauftrag. Am 16. September 1785 erfolgte die Grundsteinlegung und nach 22 Monaten die Fertigstellung des Baus sowie die Abnahme durch die Aufsichtsbehörde. Die neue, Große Kirche wurde am 15. Juli 1787 durch den ersten Pastor und Konsistorialrat Johann Eilshemius eingeweiht, der zugleich das Amt des reformierten Oberinspektors innehatte.
Bereits vor Vollendung des Neubaus wurde der Abbruch der alten Liudgerikirche beschlossen. Sie wurde nur bis zur Höhe des Fußbodens abgetragen, um die Totenruhe der in der Krypta Bestatteten zu wahren. Am 6. Juni 1787 wurde im Rahmen einer Verkaufsveranstaltung in der neuen Kirche die alte Kirche in vierundzwanzig Einzellosen auktioniert. Die Große Kirche wurde im Jahr 1805 um einen großen prachtvollen Kirchturm erweitert. Die Krypta der alten Kirche wurde versiegelt und ist bis heute erhalten. Darin befindet sich das älteste Gewölbe Ostfrieslands.

## Baubeschreibung

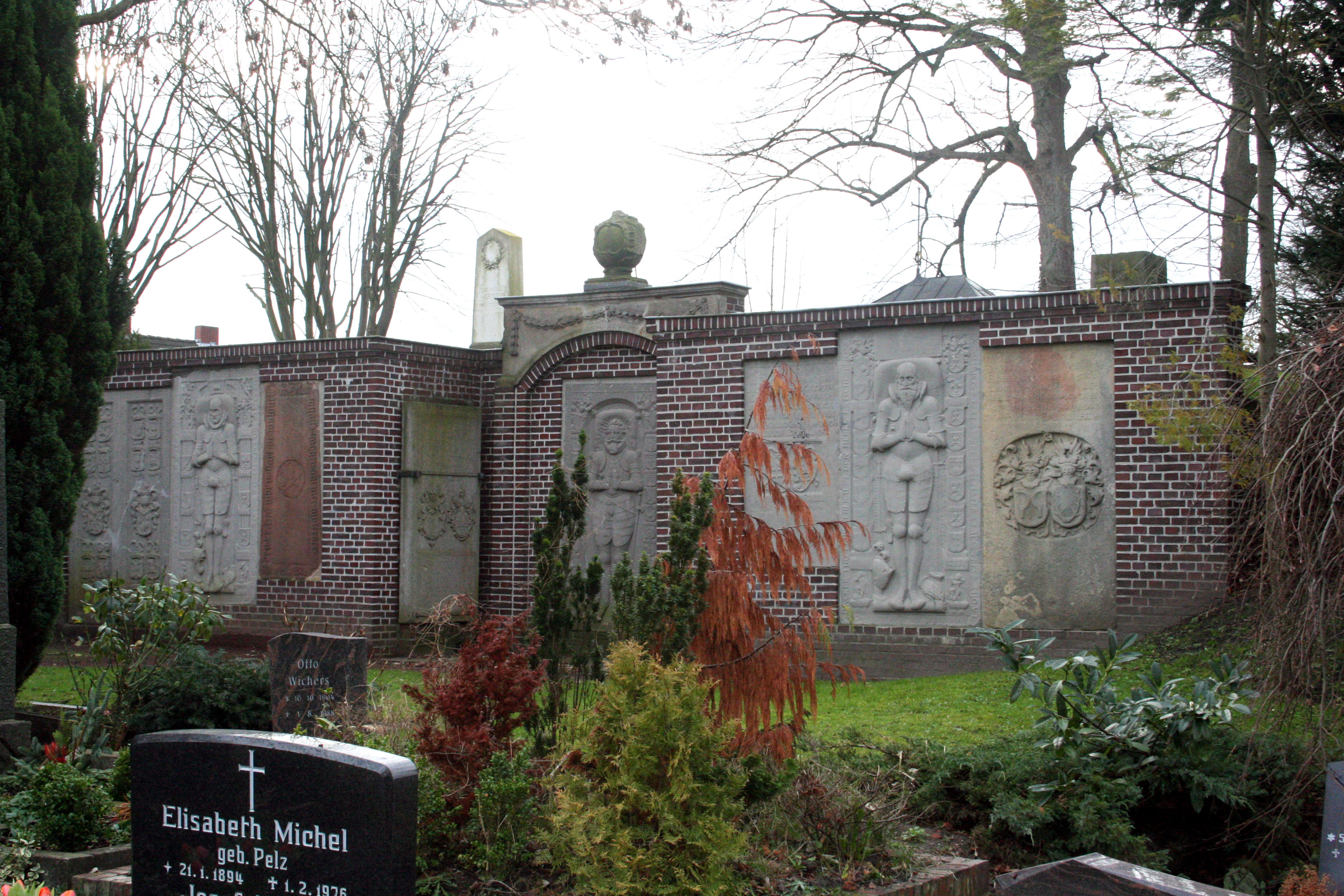
Die Ostwand der Krypta mit den eingelassenen Grabplatten.

Die Krypta auf dem reformierten Friedhof von Leer ist eine zweischiffige gewölbte Unterkirche mit zweiapsidialem Ostabschluss.
Sie gilt als ein Beleg für die frühe Verwendung von Backsteinen in Ostfriesland. Die Ausführung der inneren Ziegelsteinschale des Kryptamauerwerks, das noch wenige, in unbestimmtem Abstand eingefügte Binder aufweist, passt in die Erbauungszeit um 1200. Die Backsteine der inneren Schale sind verputzt und ruhen auf einem Findlingsfundament. Die Außenschale besteht aus Feldsteinen. Auf dem Boden lag ein Lehmestrich auf dem Plaggenhügel. In der südlichen Apsis wiesen Archäologen das Fundament eines Altars sowie dort und unter dem mittleren Joch des Südschiffes mehrere Gräber nach.
Beide Schiffe verfügten ursprünglich über eine Tonnenwölbung mit gleicher Scheitelhöhe und Stichkappen. Etwas jünger sind die Kreuzgewölbe mit breiten Bandrippen in den beiden Ostjochen des Nordschiffes, die um 1250/60 erneuert wurden. Die Maueröffnungen haben vermutlich einst als Luftschächte gedient. Die Gewölbe in der Mitte und im Osten des nördlichen Schiffes stehen auf nachträglich eingezogenen Pfeilern, die offenbar im Zuge von Reparaturarbeiten im 14. Jahrhundert eingezogen wurden.
An ihrer oberirdisch zu sehende Ostwand sind von außen mehrere Grabplatten, unter anderem von Junker Arend Frese († 1582), Ortigse van Wersabe († 1617) und Claes Frese († 1589), eingelassen. Sie zeigen die Verstorbenen in Lebensgröße. Der trapezförmige Grabstein für Johannis Lenghen († 1542) ist vermutlich eine romanische Platte, die wiederverwertet wurde.